# 国際連合人口基金
国際連合人口基金（こくさいれんごうじんこうききん、英語: United Nations Population Fund）は、国際連合内での人口分野における中心的役割を果たす機関である。
1967年に国際連合事務局によって設置された国際連合人口活動基金（こくさいれんごうじんこうかつどうききん、英語: United Nations Fund for Population Activities、UNFPA）が発展し、1987年の国際連合総会で現在の名称に変更された。現在も英語略称はUNFPAのままになっている。
2017年10月3日、国際連合のアントニオ・グテーレス事務総長は、国連人口基金（UNFPA）の事務局長にナタリア・カネムを任命した。

## UNFPAの機構
最高執行機関はUNFPA執行理事会である。基金の活動計画、予算、政策方針が審議承認される。年3回開催（1月、6月及び9月）。UNFPAは各国政府の自発的な拠出金で運営される。1978年から毎年、世界人口白書を発表して、主に発展途上国における人口問題に対する啓発と援助を行う。1994年の世界人口開発会議開催に際しても、主導的役割を果たした。
本部はニューヨーク。事務局長は，国連事務総長により任命される。現在は2017年10月に第5代事務局長に就任したナタリア・カネム女史 (パナマ国籍)。
2002年9月1日、国連人口基金（UNFPA）東京事務所が開設された。日本は、国連人口基金にとって主要な資金援助国であり、日本政府や日本国民に人口問題や性と生殖に関する健康/権利（SRHR）の重要性と、国連人口基金への理解を深めることを目的に設立された。また、2021年8月に国連人口基金（UNFPA）駐日事務所と名称変更された。
2025年、アメリカの第2次トランプ政権が国連への拠出金を削減したことを契機に、国連は大規模な組織改革に着手。国際連合人口基金とUNウィメンを統合し、女性と保健分野を担う組織を創設する案が検討された。

## UNFPAと持続可能な開発目標（SDGs）
国連人口基金は、すべての妊娠が望まれ、すべての出産が安全に行われ、そして、すべての若者の可能性が満たされるために活動している。国連人口基金（UNFPA）は、持続可能な開発目標（SDGs）実現のために、2030年までに、UNFPAはすべての男性、女性や若者を取り巻く世界を変えるための3つのミッションを掲げている。

### すべての人々が性と生殖に関する健康・権利を享受するためのZEROのミッション
1. 家族計画サービスへのアクセスが満たされない状況をZEROに
2. 妊娠・出産による妊産婦の死亡をZEROに
3. 児童婚などの有害な慣習とジェンダーに基づく暴力をZEROに

## 国際人口開発会議（ICPD）
1994年の国際人口開発会議（カイロ会議）で、人口問題に関する各国の合意に基づいて「カイロ行動計画」が採択された。その二十五年後、「残された課題」を達成することを目的として、2019年11月12-14日にナイロビ・サミット（ICPD25）が開催された。現在では特に、1994 年にカイロで開催された国際人口開発会議（ICPD: International Conference on Population and Development）で採択された「行動計画」、および 1999 年に国連特別総会（ICPD＋5） において採択された「『行動計画』の更なる実施に向けた主な行動」に基づき、数値による人口目標の達成にのみ力点をおくのではなく、むしろ女性の教育機会の拡充、保健医療へのアクセス増大、さらには就労機会の拡大を通した女性のエンパワーメント促進に重点を置いている。さらに、 細分化した主要活動分野としては、特に下記の3分野を掲げている。
1. 家族計画およびリプロダクティブ・ヘルス：家族計画、セーフ・マザーフッド（Safe Motherhood）、不妊予防およびカウンセリング、エイズを含む性行為感染症の防止、危険な中絶に対する対策を意味する。
2. 人口および開発戦略：UNFPA が開発途上国自ら立案する人口政策に対して、データ収集、分析、および調査の 側面から支援する。
3. アドボカシー：上記 ICPD、ICPD＋5 における目標達成のための実質的な活動主体として、各種活動を展開する。具体的にはリプロダクティブ・ヘルスにかかる権利の獲得、女性の地位向上、寿 命伸長、乳幼児および妊産婦死亡率の低下、女性の教育機会の増大、人口および開発から派生する各種問題への抜本的な対策としての啓蒙活動等から成る。

## 世界人口白書
UNFPAが1978年から毎年発表している旗艦報告書。世界の人口問題の進捗や潮流についてまとめるとともに、毎年テーマを選んで特定の問題を取り上げている。2021年4月14日、UNFPAは「世界人口白書2021」を発表した。テーマは「私のからだは私のもの：からだの自己決定権を求めて」（My body is my own - claiming the right to autonomy and self-determination）である。本書で「からだの自己決定権」という概念を導入し、身体に関する「自己決定権」の否定は基本的人権の侵害であると報告した。
- 2022 見過ごされてきた危機「意図しない妊娠」
- 2021 私のからだは私のもの：からだの自己決定権を求めて
- 2020 自分の意に反して：女性や少女を傷つけ平等を奪う有害な慣習に立ち向かう
- 2019 残された課題：すべての人々の権利と選択を求めて
- 2018 選択の力：子どもを、いつ持つか、何人持つか、 産むタイミングや間隔を自ら決められる力が経済社会の発展の原動力となる
- 2017 分断される世界―格差拡大時代のリプロダクティブ・ヘルス/ライツ
- 2016 10歳の少女の今が私たちの未来を決める
- 2015 『嵐』から身を守る　危機にさらされる世界に住む女性と少女のための革新的計画
- 2014 18億人の力　未来を変革する若者たち
- 2013 母親になる少女　思春期の妊娠問題に取り組む
- 2012 偶然に委ねず、自ら選ぶ：家族計画、人権、そして開発
- 2011 人口70億人の世界：一人ひとりの可能性
- 2010 紛争・危機からの再生：女性はいま
- 2009 気候変動と女性
- 2008 共通の理解を求めて－文化・ジェンダー・人権
- 2007 拡大する都市の可能性を引き出す
- 2006 希望への道- 女性と国際人口移動
- 2005 平等の約束：ジェンダーの公正、リプロダクティブ・ヘルスそしてミレニアム開発目標
- 2004 カイロ合意の10年:人口とリプロダクティブ・ヘルス─貧困に終止符を打つための地球的取り組み
- 2003 10億の思春期の若者のために─健康と権利への投資
- 2002 人々・貧困・ひろがる可能性─開発を貧しい人々のために
- 2001 人類の足跡と未来への道標─人口と環境の変化
- 2000 男女共生と見えない格差─変革の時
- 1999 世界人口60億─選択の時
- 1998 新しい世代
- 1997 選択する権利:リプロダクティブ・ライツとリプロダクティブ・ヘルス
- 1996 変貌する都市:人口と開発のゆくえ
- 1995　開発のための決断：女性に力と健康を
- 1994　選択と責任

## UNFPA親善大使・特別支援者
- ナタリア・ボディアノヴァ（Natalia Vodianova）ロシア出身のスーパーモデル（2021年就任）[11]
- アシュリー・ジュード（Ashley Judd）女優、作家
- Catarina Furtado
- Goedele Liekens
- Princess Basma Bint Talal
- Ashi Sangay Choden Wangchuck ブータン王妃
- Her Royal Highness Crown Princess Mary of Denmark

### 過去に活動していた日本人の親善大使
過去に日本人のUNFPA親善大使として日本女子マラソン初のオリンピックメダリスト有森裕子が活動を行なっていた。平成21年2月25日、有森裕子親善大使は、当時の御法川外務大臣政務官を表敬し、母子保健の向上のための国際協力について意見交換を行った。
また、女優・エッセイストの岸恵子も過去にUNFPA親善大使として、ベトナム・フィリピンへの視察旅行の映像を中心に、世界の人口問題、特に途上国の女性が置かれている現状と、国連人口基金(UNFPA)の活動に関する活動のビデオが、ANA国際線機内スカイビジョンで放映されていた。